# ببر هاميلتون
ببر هاميلتون (بالإنجليزية:Pepper Hamilton) هو مكتب محاماة يقع مقره في الولايات المتحدة يضم 13 مكتبا وحوالي 500 محامي. صنف المكتب من بين أول 100 مكتب من حيث الإيرادات في الولايات المتحدة. النشاط الرئيسي له بتناول القضايا الخاصة بالصيدلة والأجهزة الطبية المصنعة والمسائل ذات الصلة، والمعاملات التجارية والتقاضي التجاري.

## المكاتب
- فيلادلفيا 1890
- هاريسبورغ 1969
- واشنطن 1969
- ديترويت، ميتشيغن 1979
- ويلمنغتون 1983
- بروين 1984
- نيويورك 1990
- بيتسبرغ 1995
- برينستون 2001
- مقاطعة أورانج، كاليفورنيا 2004
- بوسطن 2006
- لوس انجلس 2012
- وادي السيليكون 2013[2]